# Liste des œuvres d'art de l'Indre
Cet article vise à recenser les œuvres d'art dans l'espace public de l'Indre, en France.

## Liste
Les œuvres sont classées par ordre alphabétique de communes et, au sein de celles-ci, par ordre chronologique d'installation, dans la mesure des informations disponibles.

### Sculptures
| Œuvre                          | Auteur                 | Commune             | Localisation                                     | Notes | Installation | Coordonnées                      | Illustration                   |
| ------------------------------ | ---------------------- | ------------------- | ------------------------------------------------ | --- | ------------ | -------------------------------- | ------------------------------ |
| Statue de la Vierge à l'Enfant | À déterminer           | Argenton-sur-Creuse | Sur le campanile de la chapelle de la Bonne-Dame | Également appelée la Bonne Dame. | 1899         | 46° 35′ 11″ nord, 1° 30′ 55″ est | Statue de la Vierge à l'Enfant |
| Statue d'Henri-Gatien Bertrand | François Rude          | Châteauroux         | Dans la cour de l'hôtel Bertrand                 | Représente Henri-Gatien Bertrand. | À déterminer | 46° 48′ 49″ nord, 1° 41′ 39″ est | Statue d'Henri-Gatien Bertrand |
| Médaillon de Raoul de Déols,   | Jean-Michel Labarre    | Châteauroux         | Sur l'ancien rempart                             | L'original en bronze de 1937 réalisé par Ernest Nivet est fondu sous le régime de Vichy, dans le cadre de la mobilisation des métaux non ferreux.                                         | À déterminer | à géolocaliser                   | Image manquante                |
| Rond-point des Lumas           | À déterminer           | Cluis               | Sur la place du Marché-au-Blé                    | | À déterminer | 46° 32′ 40″ nord, 1° 44′ 56″ est | Image manquante                |
| Monument à Léon Bonnenfant     | Paul-Gabriel Capellaro | Issoudun            | Dans le square des Champs-Élysées                | | 1932         | à géolocaliser                   | Image manquante                |
| Demeure 17 - Le Puits Fontaine | Étienne Martin         | Issoudun            | Hospice Saint-Roch                               | | 1990         | 46° 56′ 42″ nord, 1° 59′ 38″ est | Image manquante                |
| Monument à François Mousnier,  | Raoul Martin           | Issoudun            | Boulevard Franklin-Roosevelt                     | L'original de 1912 situé dans le square des Champs-Élysées, renommé jardin Pierre Mendès-France par la suite, est fondu en 1942, dans le cadre de la mobilisation des métaux non ferreux. | 1953         | 46° 56′ 57″ nord, 1° 59′ 49″ est | Image manquante                |
| La Place des miroirs           | Marin Kasimir          | Issoudun            | Sur la place des Droits-de-l'Homme               | | 1994         | 46° 56′ 52″ nord, 1° 59′ 18″ est | Image manquante                |
| Monument à la République       | Jean-Baptiste Soitout  | Issoudun            | Sur la place de la Libération                    | | 1891         | 46° 56′ 55″ nord, 1° 59′ 48″ est | Image manquante                |
| Statue de Jean-Louis Boncœur   | Emmanuel Sellier       | La Châtre           | À déterminer                                     | Représente Jean-Louis Boncœur. | 2011         | 46° 34′ 59″ nord, 1° 59′ 10″ est | Statue de Jean-Louis Boncœur   |
| Statue de George Sand          | Aimé Millet            | La Châtre           | À déterminer                                     | Représente George Sand. | 1884         | à géolocaliser                   | Statue de George Sand          |
| Corambé                        | Françoise Vergier      | Nohant-Vic          | Maison de George Sand                            | | 1991         | 46° 37′ 30″ nord, 1° 58′ 30″ est | Corambé                        |
| Jeanne d'Arc                   | À déterminer           | Orsennes            | Rue Jeanne-d'Arc                                 | | À déterminer | 46° 28′ 31″ nord, 1° 40′ 52″ est | Image manquante                |

### Monuments aux morts
| Œuvre                                              | Auteur                                 | Commune               | Localisation                                                            | Notes | Installation | Coordonnées    | Illustration |
| -------------------------------------------------- | -------------------------------------- | --------------------- | ----------------------------------------------------------------------- | ----- | ------------ | -------------- | --- |
| La plus belle victoire (monument aux morts)        | Louis Maubert                          | Argenton-sur-Creuse   | Sur la place de la République                                           |       | 1922         | à géolocaliser | Image manquante |
| Poilu baïonnette au canon (d) (monument aux morts) | Copie d'après Étienne Camus            | Chitray               | À déterminer                                                            |       | À déterminer | à géolocaliser | Poilu baïonnette au canon (d) (monument aux morts) |
| Poilu au repos (monument aux morts)                | Copie d'après Étienne Camus            | Dunet                 | Sur la place de la mairie                                               |       | À déterminer | à géolocaliser | Image manquante |
| Poilu au repos (monument aux morts)                | Copie d'après Étienne Camus            | La Vernelle           | À déterminer                                                            |       | À déterminer | à géolocaliser | Image manquante |
| Poilu au repos (monument aux morts)                | Copie d'après Étienne Camus            | Luzeret               | Intersection de la RD 59 et de la RD 29                                 |       | À déterminer | à géolocaliser | Poilu au repos (monument aux morts)« Monument aux morts de 1914-1918 à Luzeret », sur À nos grands hommes |
| On ne passe pas (d) (monument aux morts)           | Copie d'après Eugène Piron             | Lye                   | À déterminer                                                            |       | À déterminer | à géolocaliser | Image manquante |
| On ne passe pas (d) (monument aux morts)           | Copie d'après Eugène Piron             | Malicornay            | À déterminer                                                            |       | À déterminer | à géolocaliser | Image manquante |
| Poilu au repos (monument aux morts)                | Copie d'après Étienne Camus            | Néret                 | À déterminer                                                            |       | 1922         | à géolocaliser | Poilu au repos (monument aux morts) |
| Poilu au repos (monument aux morts)                | Copie d'après Étienne Camus            | Palluau-sur-Indre     | À l'intersection de la rue basse (RD 28) et de la rue de Verdun (RD 15) |       | À déterminer | à géolocaliser | Image manquante |
| La Victoire en chantant (monument aux morts)       | Copie d'après Charles Édouard Richefeu | Saint-Benoît-du-Sault | Sur la place de Verdun (anciennement place du Champ de Foire)           |       | 1923         | à géolocaliser | Image manquante |
| Poilu au repos (monument aux morts)                | Copie d'après Étienne Camus            | Saint-Civran          | Rue de la République                                                    |       | À déterminer | à géolocaliser | Poilu au repos (monument aux morts)« Monument aux morts de 1914-1918 à Saint-Civran », sur À nos grands hommes |
| La Victoire en chantant (monument aux morts),      | Copie d'après Charles Édouard Richefeu | Saint-Gaultier        | Sur la place de l'Hôtel-de-Ville                                        |       | 1921         | à géolocaliser | La Victoire en chantant (monument aux morts)« Monument aux morts de 1914-1918, la Victoire en chantant à Saint-Gaultier », sur À nos grands hommes,« Monument aux morts de 14-18 à Saint-Gaultier », sur e-monumen |
| Poilu au repos (monument aux morts)                | Copie d'après Étienne Camus            | Saint-Plantaire       | À déterminer                                                            |       | À déterminer | à géolocaliser | Image manquante |

### Fontaines
| Œuvre    | Auteur       | Commune               | Localisation                                       | Notes | Installation | Coordonnées                      | Illustration    |
| -------- | ------------ | --------------------- | -------------------------------------------------- | ----- | ------------ | -------------------------------- | --------------- |
| Fontaine | À déterminer | Argenton-sur-Creuse   | Sur la place Carnot, devant l'église Saint-Sauveur |       | À déterminer | 46° 35′ 15″ nord, 1° 31′ 08″ est | Image manquante |
| Fontaine | À déterminer | Issoudun              | Sur la place du 10-juin-1944                       |       | À déterminer | à géolocaliser                   | Fontaine        |
| Fontaine | À déterminer | Néret                 | À déterminer                                       |       | À déterminer | 46° 34′ 06″ nord, 2° 08′ 48″ est | Fontaine        |
| Fontaine | À déterminer | Neuvy-Saint-Sépulchre | Sur la place Clemenceau                            |       | À déterminer | 46° 35′ 46″ nord, 1° 48′ 27″ est | Image manquante |

### Œuvres disparues ou retirées
| Œuvre                    | Auteur       | Commune     | Localisation          | Notes | Installation | Coordonnées    | Illustration    |
| ------------------------ | ------------ | ----------- | --------------------- | --- | ------------ | -------------- | --------------- |
| Buste de Gabriel Nigond, | Ernest Nivet | Châteauroux | Dans le jardin public | Représentait Gabriel Nigond. Fondu sous le régime de Vichy, dans le cadre de la mobilisation des métaux non ferreux. Le piédestal reste vide. | 1938         | à géolocaliser | Image manquante |